# Escharoides mamillata
Escharoides mamillata is een mosdiertjessoort uit de familie van de Exochellidae. De wetenschappelijke naam van de soort is, als Lepralia mammillata, voor het eerst geldig gepubliceerd in 1844 door Wood.